# Nawsie (Pawlikowice)
Nawsie – część wsi Pawlikowice w Polsce, położona w województwie małopolskim, w pow. wielickim, w gminie Wieliczka. 
W latach 1975–1998 Nawsie położone były w województwie krakowskim.